# Berlinale 1968
La Berlinale 1968 était la 18e édition du festival du film de Berlin, qui s'est déroulée du 21 juin 1968 au 2 juillet 1968.

## Jury
- Luis García Berlanga (Président du jury)
- Peter Schamoni
- Alex Viany
- Georges de Beauregard
- Alexander Walker
- Domenico Meccoli
- Carl-Eric Nordberg
- Gordon Hitchens
- Karsten Peters

## Palmarès
- Ours d'or : Am-Stram-Gram (Ole dole doff) de Jan Troell
- Ours d'argent de la meilleure actrice : Stephane Audran pour Les Biches de Claude Chabrol
- Ours d'argent du meilleur acteur : Jean-Louis Trintignant pour L'Homme qui ment d'Alain Robbe-Grillet
- Ours d'argent du meilleur réalisateur : Carlos Saura pour Peppermint frappé
- Ours d'argent (Grand prix du jury) : 
  - Dušan Makavejev pour Innocence sans protection
  - Werner Herzog pour Signes de vie
  - Enzo Muzii pour Come l'amore